# برزیل و سلاح‌های کشتارجمعی
در دهه‌های ۱۹۷۰ و ۱۹۸۰، در دوران رژیم نظامی، برزیل برنامه‌ای مخفی برای تولید سلاح‌های هسته‌ای داشت. این برنامه در سال ۱۹۹۰، پنج سال پس از پایان رژیم نظامی، برچیده شد و برزیل عاری از سلاح‌های کشتار جمعی در نظر گرفته می‌شود.
برزیل یکی از کشورهای متعددی (و یکی از آخرین کشورهایی) است که طبق شرایط معاهده منع گسترش سلاح‌های هسته‌ای سلاح‌های هسته ای را رها کرده، اما دارای برخی از فناوری‌های کلیدی مورد نیاز برای تولید سلاح‌های هسته‌ای است.

## قابلیت فن آوری
این احتمال وجود دارد که برزیل ظرفیت و دانش فنی را برای تولید و تحویل یک سلاح هسته ای حفظ کرده باشد. کارشناسان آزمایشگاه ملی لوس آلاموس به این نتیجه رسیده‌اند که با توجه به فعالیت‌های هسته‌ای قبلی، برزیل در موقعیتی قرار دارد که ظرف سه سال سلاح هسته‌ای تولید کند. اگر برزیل تصمیم به دستیابی به سلاح هسته‌ای بگیرد، سانتریفیوژهای کارخانه غنی‌سازی رزنده می‌توانند برای تولید اورانیوم با غنای بالا برای سلاح‌های هسته‌ای دوباره پیکربندی شوند. حتی یک کارخانه غنی سازی کوچک مانند رزنده می‌تواند چندین سلاح هسته ای در سال تولید کند، اما تنها در صورتی که برزیل آشکارا مایل به انجام این کار باشد.
نیروی دریایی برزیل در حال حاضر در حال توسعه یک ناوگان زیردریایی هسته ای است و در سال ۲۰۰۷ مجوز ساخت نمونه اولیه راکتور پیشران زیردریایی را صادر کرد. در سال ۲۰۰۸، فرانسه با انتقال فناوری به برزیل برای توسعه مشترک بدنه زیردریایی هسته ای موافقت کرد.